# Enric Cortès i Minguella
Enric Cortès i Minguella (Guimerà, Urgell, 1939) és un caputxí i biblista.
Estudià teologia a Friburg de Suïssa i es doctorà a Roma el 1972, amb la tesi Los discursos de adiós de Gn 49 a Jn 13-17. Pistas para la historia de un género literario en la antigua literatura judía (1976). És secretari de l'Associació Bíblica de Catalunya des de la seva fundació (1973) i cap del departament de Bíblia i professor de la Facultat de Teologia de Catalunya. És caputxí i actualment membre de la Fraternitat Caputxina de Sarrià.
Ha estudiat els manuscrits hebreus de Girona. Ha publicat altres estudis exegètics importants sobre la Bíblia, tant en català com en castellà, llengua a la qual també ha traduït obres de la literatura hebrea antiga. En la versió de la Bíblia de la Fundació Bíblica Catalana, hi traslladà els llibres d'Abdies i Malaquies. Igualment formà part del grup de traductors de la Bíblia interconfessional.
Després dels seus estudis a Friburg-Roma-Jerusalem s'ha especialitzat en literatura jueva antiga, literatura intertestamentària i judaisme medieval. És professor emèrit de la Facultat de Teologia de Catalunya on ha impartit classes de teologia bíblica. Allí dirigeix la col·lecció «Literatura Intertestamentària» i és membre i cofundador de l' Associació d'Estudiosos del Judaisme Català. A l'ISCREB (Institut Superior de Ciències Religioses de Barcelona) imparteix lliçons sobre llengua hebrea, judaisme postbíblic i introducció al Nou Testament. Ha publicat diversos articles a la Revista Catalana de Teologia.